# Виноградов, Кирилл Борисович
Кири́лл Бори́сович Виногра́дов (21 ноября 1921, Петроград — 10 декабря 2003, Санкт-Петербург) — советский и российский историк, профессор исторического факультета Санкт-Петербургского университета. Является автором более 200 научных трудов, в том числе 5 монографий. Его работы публиковались на разных языках в Германии, Австрии, Югославии, Венгрии, Италии, Болгарии, Румынии, Китае.

## Биография
Родился в Ленинграде 21 марта 1921 года. Его отец, Борис Агапитович Виноградов (род. 1885), всю жизнь проработал инженером в Ленинградском Управлении железной дороги, испытал на себе сталинские репрессии, на некоторое время оказавшись в тюрьме в одной камере с будущим героем Великой Отечественной войны маршалом К. К. Рокоссовским. Мать, Антонина Михайловна (род. 1894), была врачом-педиатром. В три года Кирилл заболел инфекционным полиомиелитом и на все последующие годы оказался прикованным к костылям.
Брат его деда, статского советника, педагога Агапита Тимофеевича Виноградова — филолог и педагог Павел Тимофеевич Виноградов.
Двоюродный брат — Игорь Аркадьевич Крупеников.
После окончания школы в 1939 году поступил на исторический факультет Ленинградского государственного университета. Его студенческие годы были омрачены войной, блокадой города, трагедиями страшной зимы 1941—1942 годов. Из-за последствий полиомиелита в войне не участвовал по инвалидности. Вместе с больной матерью летом 1942 года эвакуировался на Урал, продолжая учиться в Уральском университете. По возвращении в родной город он окончил в 1945 году исторический факультет ЛГУ и затем продолжил обучение в аспирантуре. С 1948 года молодой ассистент кафедры истории международных отношений, а затем — кафедры новой и новейшей истории приступил к преподаванию и с тех пор в течение 55 лет вёл большую и разнообразную научно-педагогическую работу в стенах «альма-матер», пройдя все ступени профессионального роста — ассистент, кандидат наук, доцент, доктор наук, профессор (1965).

## Вклад в науку
Основные направления научной деятельности: история европейских стран и международных отношений в новое и новейшее время, историография, политические биографии государственных деятелей и дипломатов.
Научные интересы Виноградова сформировались ещё на кафедре истории международных отношений. Его кандидатская диссертация, подготовкой которой руководил профессор В. Г. Ревуненков, была посвящена внешней политике Австро-Венгрии в широком контексте мировой политики конца XIX — начала XX в. Защита диссертации состоялась в 1954 году, и с этого времени история международных отношений стала одним из основных направлений в исследованиях учёного. Но почти одновременно он стал заниматься историей Англии и историографией.
Первая крупная работа — «Очерки английской историографии нового и новейшего времени» — вышла в 1959 году в издательстве ЛГУ. В её основе лежали лекции, которые Кирилл Борисович читал студентам исторического факультета университета. В монографии был дан обстоятельный обзор главных направлений исторической науки в Великобритании XVIII—XX вв., содержалась ценная научная информация об издании источников по истории этой страны. Книга стала одной из первых «ласточек», ибо тогда в СССР мало внимания уделяли проблемам западной историографии. Необходимость в сочинении подобного рода была столь велика, что автор почти сразу же начал готовить второе издание книги. Оно появилось в 1975 году в объёме 14 п.л. Книга сохранила старое название, но фактически это была новая монография. В ней был значительно расширен материал по историографии английской национальной истории и особенно та его часть, в которой рассматриваются сложные пути развития исторической науки в XX веке. Кроме того, исследование пополнили две новые главы об историографии британской колониальной и внешней политики, а также развернутые характеристики ряда крупнейших учёных Англии. Автор подверг критическому рассмотрению взгляды английских историков на такие проблемы, как создание и кризис британской империи, участие Англии в Крымской войне, в Мюнхенском сговоре 1938 года, во Второй мировой войне. Книга «Очерки английской историографии» была издана в Китае.
В 1962 году вышла вторая монография «Буржуазная историография Первой мировой войны. Происхождение войны и международные отношения 1914—1917 гг.», которая была защищена как докторская диссертация в 1964 году в Московском государственном университете. Империалистическая война 1914—1918 гг., унёсшая 10 млн человеческих жизней, многие годы оставалась злободневной политической темой и породила гигантскую публицистическую и научную литературу. Именно её систематизацию и содержательный анализ осуществил ленинградский учёный в своём новом исследовании. В первой части этого капитального труда Виноградов дал развернутую характеристику разнообразных источников по истории Первой мировой войны, проанализировал главные зарубежные и советские документальные публикации, а также мемуарную литературу. Во второй части книги были рассмотрены фундаментальные многотомные труды С. Фея, А. Вегерера, Л. Альбертини, многих других авторитетных и менее известных авторов, изданные во Франции, Англии, Германии, США и Италии до 1941 года; показана борьба «антантофильского» и «ревизионистского» направлений в западной историографии. В третьей части книги выявил новые тенденции в трактовке истории Первой мировой войны, критически оценил попытки консервативных немецких авторов ещё раз подвергнуть ревизии проблему её возникновения, отметил достижения советских историков. Капитальное исследование Виноградова зарубежной историографии происхождения Первой мировой войны привлекло внимание многих специалистов — рецензии на него поместили «Вопросы истории», «Новая и новейшая история», «Америкэн Хисторикл Ревью», «Джорнэл оф Модерн Хистори» и другие исторические издания.
В 1964 году в издательстве Ленинградского университета вышла монография Кирилла Борисовича «Боснийский кризис 1908—1909 годов — пролог Первой мировой войны». В этой книге ученый воссоздал и всесторонне проанализировал обстановку обострения международных отношений в Европе, возникшую в результате аннексии Австро-Венгрией Боснии и Герцеговины.
В результате своих историографических исследований убедительно показал, что буржуазная историография, добившись значительных успехов в решении многих второстепенных вопросов, все же не смогла к 1960-м годам выдвинуть обоснованные концепции происхождения войны 1914—1918 гг. Она придерживалась, как правило, прежних весьма узких трактовок возникновения войны только как её развязывания в период «роковых недель» лета 1914 года. Показал, что интерпретация вопроса о виновниках Первой мировой войны была орудием в арсенале тех кругов, которые готовили Вторую мировую войну, и сохранила политическую актуальность после 1945 года. В 1965 году выступил с большим докладом о концепциях возникновения войны на конференции в Риме. Эта работа была издана в Италии в 1968 году. Обращался и к другим проблемам истории исторической науки, в частности к историографии империалистического раздела Африки.
Под руководством Виноградова подготовлено более 40 кандидатов наук.

## Увлечения
Как шахматист заявил о себе ещё в 1938—1939 годах, став двукратным чемпионом Ленинграда среди школьников. Являясь, по сути дела, самоучкой, юный шахматист всегда, особенно в дебюте игры, стремился к поиску неизведанных, самостоятельных путей. Его успехи в учёбе и шахматах шли рука об руку в предвоенное, военное и послевоенное время. Он легко выполнил норму кандидата в мастера спорта, по теперешним меркам — норму мастера. Будущий гроссмейстер Исаак Болеславский пригласил молодого шахматиста стать его тренером. Содружество оказалось плодотворным для обоих. В 1946—1947 годах Виноградов играл в финалах первенства Ленинграда, причём в финале 1947 года лидировал до последнего тура вместе с Толушем и Лисицыным и стал бронзовым призёром. В результате он завоевал право на участие в полуфинале первенства СССР. Оценивая итоги первого послевоенного чемпионата Ленинграда, гроссмейстер В. В. Рагозин предсказал Виноградову хорошее шахматное будущее. Таким образом, на рубеже 40 — 50-х годов молодой учёный разрывался между двумя пристрастиями: к шахматам и к истории.
А потом шахматная судьба сделала неожиданный пируэт. Благодаря своим высоким спортивным результатам он получил право на матч за звание мастера. Судьба выбрала ему в соперники М. Е. Тайманова, вскоре ставшего гроссмейстером и одним из ведущих шахматистов страны. В упорной борьбе матч был проигран. С равным успехом профессионально заниматься одновременно шахматами и исторической наукой стало крайне сложно. Нужно было определяться, и Виноградов выбрал научно-педагогическую стезю. Однако время от времени учёный продолжал выступать в различных турнирах, удивляя своей оригинальной и стабильной игрой на протяжении шести с лишним десятилетий. Дважды в составе сборной университета ему довелось играть в матчах с венгерскими шахматистами в Будапеште. На первенстве Европы среди ветеранов в 1995 году он занял призовое место среди 36 участников, опередив ряд сильных профессионалов.
Уникальное спортивное достижение было установлено Виноградовым в конце декабря 1995 году на первенстве Санкт-Петербурга по молниеносной игре в шахматы. Находившийся тогда буквально на пороге своего 75-летия он уверенно входил в число победителей предварительных соревнований, хотя большинству противников давал «фору» в 50 лет. В финале добился нескольких впечатляющих побед над гроссмейстерами и международными мастерами. Даже в 80-летнем возрасте поддерживал собственный рейтинг на уровне выше 2300 и становился призёром чемпионата Европы среди инвалидов, выигрывал соревнования среди петербургских ветеранов, наиболее успешно играя в темпо- и блиц-турнирах. Внёс свою лепту и в шахматную теорию. Он один из авторов и разработчиков знаменитой ленинградской системы в голландской защите, применяемой и по сей день в турнирах самого высокого ранга. В последние месяцы своей жизни принял участие в подготовке книги «Шахматная летопись Петербурга».
Помимо шахмат увлекался футболом (болел за питерский «Зенит»), был знатоком оперного пения, коллекционировал звукозаписи оперной музыки, вёл передачи по истории оперы на петербургском радио.

## Основные труды
- Очерки английской историографии нового и новейшего времени. Л.: Изд-во Ленингр. ун-та, 1959. 98 с (2-е изд.: Л.: Изд-во Ленингр. ун-та, 1975. 224 с.)
- Буржуазная историография первой мировой войны. Происхождение войны и международные отношения, 1914—1917 гг. М.: Соцэкгиз, 1962. 402 с.
- Боснийский кризис 1908—1909 гг. — пролог первой мировой войны. Л.: Изд-во Ленингр. ун-та, 1964. 160 с.
- Дэвид Ллойд Джордж. М.: Мысль, 1970. 412 с.
- Мировая политика 60—80-х годов XIX века: события и люди. Л.: Изд-во ЛГУ, 1991. 166, [2] с., [12] л. ил. ISBN 5-288-00603-2.
- Монархи, министры и дипломаты XIX — начала XX века. СПб.: Изд-во С.-Петерб. ун-та, 2002. 352, [1] с., [8] л. ил. ISBN 5-288-03076-6. (Сборник статей, часть из которых написана К. Б. Виноградовым в соавторстве со своими учениками)